# Елизарово (Нижегородская область)
Елиза́рово — село в Сосновском районе Нижегородской области России. Административный центр Елизаровского сельсовета.

## География
Село находится на юго-западе центральной части Нижегородской области, в зоне хвойно-широколиственных лесов, на левом берегу реки Иверка, вблизи места впадения её в реку Кишма, при автодороге 22Н-4007, на расстоянии приблизительно 6 км (по прямой) к западу от Сосновского, административного центра района. Абсолютная высота — 156 м над уровнем моря.
Климат
Климат характеризуется как умеренно континентальный, с тёплым летом и холодной снежной зимой. Среднегодовая температура — 4 °C. Средняя температура воздуха самого тёплого месяца (июля) — 18,7 °C; самого холодного (января) — −11,4 °C. Среднегодовое количество атмосферных осадков составляет около 507 мм.
Часовой пояс
Село Елизарово, как и вся Нижегородская область, находится в часовой зоне МСК (московское время). Смещение применяемого времени относительно UTC составляет +3:00.

## Население
| 2002 | 2010  |
| ---- | ----- |
| 1155 | ↘1082 |

Национальный состав
Согласно результатам переписи 2002 года, в национальной структуре населения русские составляли 100 %.

## Улицы
| - ул. Берёзовая, - ул. Луговая, - ул. Молодёжная, | - ул. Новая, - ул. Парковая, - ул. Полевая, | - ул. Советская, - ул. Спортивная, - ул. Школьная. |